# Kulna (przystanek kolejowy)
Kulna (est.: Kulna raudteepeatus) – przystanek kolejowy w Kulna, w prowincji Harjumaa, w Estonii. Znajduje się na szerokotorowej linii Keila – Turba 30,1 km od dworca kolejowego w Tallinnie. Obsługiwany jest przez pociągi elektryczne Eesti Liinirongid.